# Rajd Monte Carlo 2000
Rezultaty Rajdu Monte Carlo (68ème Rallye Automobile de Monte-Carlo), eliminacji Rajdowych Mistrzostw Świata w 2000 roku, który odbył się w dniach 21 stycznia – 23 stycznia. Była to pierwsza runda czempionatu w tamtym roku i pierwsza asfaltowa, a także pierwsza w Production World Rally Championship. Bazą rajdu było miasto Monte Carlo. Zwycięzcami rajdu została fińska załoga Tommi Mäkinen i Risto Mannisenmäki w Mitsubishi Lancerze Evo VI. Wyprzedzili oni Hiszpanów Carlosa Sainza i Luísa Moyę w Fordzie Focusie WRC oraz rodaków Juhę Kankkunena i Juhę Repo w Subaru Imprezie WRC. Z kolei w Production WRC zwyciężyli Austriacy Manfred Stohl i Peter Müller w Mitsubishi Lancerze Evo VI.
Rajdu nie ukończyło sześć załóg fabrycznych. Brytyjczyk Richard Burns w Subaru Imprezie WRC odpadł na 5. odcinku specjalnym z przycyzn technicznych. Jego rodak, Colin McRae, jadący Fordem Focusem WRC, wycofał się 14. oesie na skutek awarii silnika. Z tego samego powodu, Francuz Didier Auriol w Seacie Córdobie WRC, odpadł na 13. oesie. Odpadli też trzej kierowcy Peugeota 206 WRC. Francuzi François Delecour i Gilles Panizzi oraz Fin Marcus Grönholm wycofali się z jazdy na 5. odcinku specjalnym, wszyscy z powodu awarii ich samochodów.

## Klasyfikacja ostateczna
| Miejsce                     | Zawodnik                  | Pilot                     | Samochód                     | Czas                      | Strata                    | Grupa                     | Punkty                    |
| WRC (pierwsza dziesiątka)   | WRC (pierwsza dziesiątka) | WRC (pierwsza dziesiątka) | WRC (pierwsza dziesiątka)    | WRC (pierwsza dziesiątka) | WRC (pierwsza dziesiątka) | WRC (pierwsza dziesiątka) | WRC (pierwsza dziesiątka) |
| --------------------------- | ------------------------- | ------------------------- | ---------------------------- | ------------------------- | ------------------------- | ------------------------- | ------------------------- |
| 1.                          | Tommi Mäkinen             | Risto Mannisenmäki        | Mitsubishi Lancer Evo VI     | 4:23:35.8                 |                           | A8 M                      | 10                        |
| 2.                          | Carlos Sainz              | Luís Moya                 | Ford Focus WRC               | 4:25:00.7                 | +1:24.9                   | A8 M                      | 6                         |
| 3.                          | Juha Kankkunen            | Juha Repo                 | Subaru Impreza WRC           | 4:26:57.2                 | +3:21.4                   | A8 M                      | 4                         |
| 4.                          | Toni Gardemeister         | Paavo Lukander            | SEAT Córdoba WRC             | 4:27:20.9                 | +3:45.1                   | A8 M                      | 3                         |
| 5.                          | Bruno Thiry               | Stéphane Prévot           | Toyota Corolla WRC           | 4:28:24.2                 | +4:48.4                   | A8                        | 2                         |
| 6.                          | Freddy Loix               | Sven Smeets               | Mitsubishi Carisma GT Evo VI | 4:30:39.9                 | +7:04.1                   | A8 M                      | 1                         |
| 7.                          | Armin Schwarz             | Manfred Hiemer            | Škoda Octavia WRC            | 4:33:24.1                 | +9:48.3                   | A8 M                      |                           |
| 8.                          | Olivier Burri             | Christophe Hofmann        | Toyota Corolla WRC           | 4:34:17.2                 | +10:41.4                  | A8                        |                           |
| 9.                          | Manfred Stohl             | Peter Müller              | Mitsubishi Lancer Evo VI     | 4:44:17.6                 | +20:41.8                  | N4                        |                           |
| 10.                         | Luís Climent              | Alex Romaní               | Škoda Octavia WRC            | 4:44:25.3                 | +20:49.5                  | A8 M                      |                           |
| PWRC (punktujący zawodnicy) |                           |                           |                              |                           |                           |                           |                           |
| 1. (9.)                     | Manfred Stohl             | Peter Müller              | Mitsubishi Lancer Evo VI     | 4:44:17.6                 |                           | N4                        | 10                        |
| 2. (11.)                    | Gustavo Trelles           | Jorge del Buono           | Mitsubishi Lancer Evo VI     | 4:47:45.8                 | +3:28.2                   | N4                        | 6                         |
| 3. (12.)                    | Gianluigi Galli           | Guido D’Amore             | Mitsubishi Lancer Evo V      | 4:48:34.2                 | +4:16.6                   | N4                        | 4                         |
| 4. (13.)                    | Olivier Gillet            | Freddy Delorme            | Mitsubishi Lancer Evo VI     | 4:51:06.0                 | +6:48.4                   | N4                        | 3                         |
| 5. (14.)                    | Andrea Maselli            | Nicola Arena              | Mitsubishi Lancer Evo V      | 4:58:43.9                 | +14:26.3                  | N4                        | 2                         |
| 6. (15.)                    | Boris Popovič             | Antonio Morassi           | Mitsubishi Lancer Evo VI     | 5:00:48.1                 | +16:30.5                  | N4                        | 1                         |

1. ↑  Litera M przy oznaczeniu grupy do której należy samochód oznacza, iż tylko ci kierowcy zdobywali punkty dla swoich zespołów liczonych w klasyfikacji producentów na koniec sezonu.

## Zwycięzcy odcinków specjalnych
| Dzień      | Odcinek | G. rozp. | Nazwa               | Długość | Zwycięzca         | Czas    | Lider rajdu    |
| ---------- | ------- | -------- | ------------------- | ------- | ----------------- | ------- | -------------- |
| 1 (21 STY) | SS1     | 12:03    | Tourette du Chateau | 24.81km | Gilles Panizzi    | 17:58.2 | Gilles Panizzi |
| 1 (21 STY) | SS2     | 12:36    | St. Pierre          | 30.63km | Tommi Mäkinen     | 22:17.7 | Richard Burns  |
| 1 (21 STY) | SS3     | 14:40    | Norante             | 19.75km | Richard Burns     | 12:49.8 | Richard Burns  |
| 1 (21 STY) | SS4     | 17:28    | Selonnet 1          | 17.94km | Tommi Mäkinen     | 12:47.6 | Tommi Mäkinen  |
| 1 (21 STY) | SS5     | 18:01    | Rochebrune 1        | 19.70km | Tommi Mäkinen     | 16:19.8 | Tommi Mäkinen  |
| 2 (22 STY) | SS6     | 08:38    | L'Epine             | 31.40km | odcinek anulowany | -       | Tommi Mäkinen  |
| 2 (22 STY) | SS7     | 11:11    | Ruissas             | 27.70km | Juha Kankkunen    | 17:01.6 | Tommi Mäkinen  |
| 2 (22 STY) | SS8     | 13:29    | Plan de Vitrolles   | 48.55km | Tommi Mäkinen     | 31:06.1 | Tommi Mäkinen  |
| 2 (22 STY) | SS9     | 16:28    | Prunieres           | 34.12km | Colin McRae       | 20:09.5 | Tommi Mäkinen  |
| 2 (22 STY) | SS10    | 17:31    | Saint Clement       | 20.58km | Tommi Mäkinen     | 13:44.1 | Tommi Mäkinen  |
| 3 (23 STY) | SS11    | 07:12    | Selonnet 2          | 17.94km | Colin McRae       | 12:46.1 | Tommi Mäkinen  |
| 3 (23 STY) | SS12    | 07:45    | Rochebrune 2        | 19.70km | Tommi Mäkinen     | 16:16.1 | Tommi Mäkinen  |
| 3 (23 STY) | SS13    | 09:25    | Sisteron            | 36.94km | Juha Kankkunen    | 25:04.0 | Tommi Mäkinen  |
| 3 (23 STY) | SS14    | 12:40    | Saint Auban         | 29.17km | Carlos Sainz      | 19:23.9 | Tommi Mäkinen  |
| 3 (23 STY) | SS15    | 15:56    | Sospel              | 33.88km | Carlos Sainz      | 23:34.2 | Tommi Mäkinen  |

## Klasyfikacja po 1 rundzie
Tabele przedstawiają tylko pięć pierwszych miejsc.

### Kierowcy
| Lp. | Kierowca          | Pkt |
| --- | ----------------- | --- |
| 1   | Tommi Mäkinen     | 10  |
| 2   | Carlos Sainz      | 6   |
| 3   | Juha Kankkunen    | 4   |
| 4   | Toni Gardemeister | 3   |
| 5   | Bruno Thiry       | 2   |

### Producenci
| Lp. | Producent                    | Pkt |
| --- | ---------------------------- | --- |
| 1   | Marlboro Mitsubishi Ralliart | 12  |
| 2   | Ford Motor Co Ltd.           | 6   |
| 3   | Subaru World Rally Team      | 4   |
| 4   | Seat Sport                   | 3   |
| 5   | Škoda Motorsport             | 1   |